# Tamara de Sousa
Tamara Alexandrino de Sousa (née le 8 septembre 1993 à Rio de Janeiro) est une athlète brésilienne, spécialiste de l'heptathlon.
Elle franchit la barre des 6 000 points en juin 2017 et devient championne d'Amérique du Sud à Luque.